# Сатул Веки (Телеорман)
Сатул Веки (рум. Satul Vechi) насеље је у Румунији у округу Телеорман у општини Дракшенеј. Oпштина се налази на надморској висини од 98 m.

## Становништво
Према подацима из 2002. године у насељу је живело 161 становника, од којих су сви румунске националности.